# Dryophytes andersonii
Dryophytes andersonii is een kikker uit de familie boomkikkers (Hylidae).
De soort werd voor het eerst wetenschappelijk beschreven door Spencer Fullerton Baird in 1854. Oorspronkelijk werd de wetenschappelijke naam Hyla andersonii gebruikt. Onder deze laatste naam is de kikker in veel literatuur bekend. De soortaanduiding andersonii verwijst naar het stadje Anderson, waar de kikker voor het eerst werd aangetroffen.

## Kenmerken
De kikker bereikt een lichaamslengte van gemiddeld 3,8 centimeter. De lichaamskleur is groen, van het oog tot de voorpoot loopt een donkerbruine tot zwarte band. De binnenzijde van de poten hebben een oranjerode kleur, die dient als schrikkleur als de kikker wegspringt.

## Verspreiding en haibitat
Deze soort komt voor aan de oostkust van de Verenigde Staten en leeft in de staten Alabama, Florida, North Carolina, New Jersey en South Carolina.